# Mauro Numa

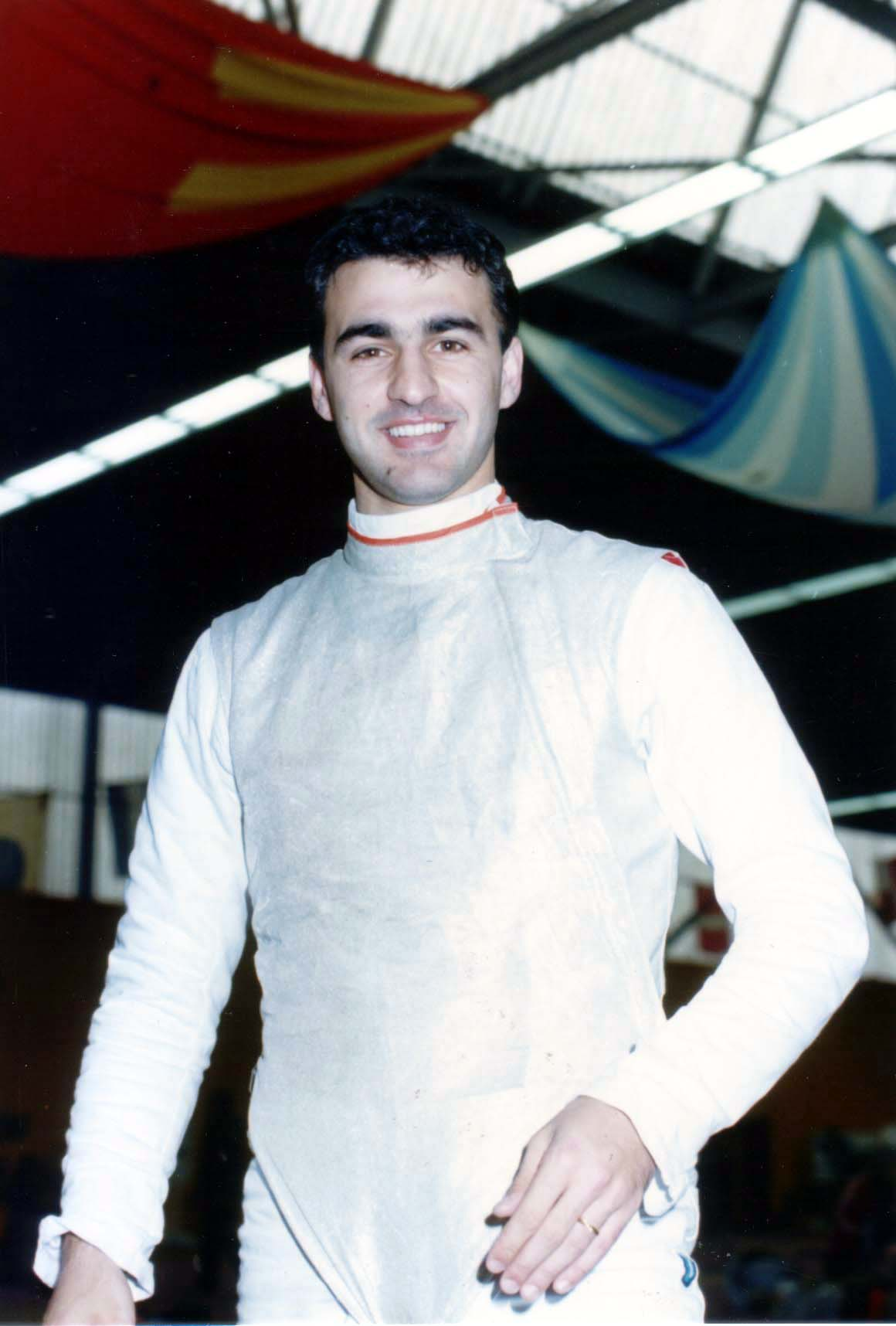
Mauro Numa

Mauro Numa (* 18. November 1961 in Mestre) ist ein ehemaliger italienischer Fechter, der mit dem Florett zwei olympische Goldmedaillen gewann.
Bereits bei der Fechtweltmeisterschaft 1979 gewann Numa mit der italienischen Florettmannschaft Silber, was ihm 1981 erneut gelang. Bei der Fechtweltmeisterschaft 1982 in Rom erkämpfte er mit der Mannschaft Bronze, konnte aber mit Silber erstmals eine Einzelmedaille gewinnen. Außerdem wurde er in dem Jahr Einzeleuropameister. In Los Angeles bei den Olympischen Spielen 1984 besiegte er in der Einzelkonkurrenz im Finale Matthias Behr. Auch im Mannschaftsfinale standen sich Italiener und Deutsche gegenüber und Mauro Numa erfocht sich seine zweite Goldmedaille.
Bei der Fechtweltmeisterschaft 1985 in Barcelona siegte Numa erneut im Einzel und mit der Mannschaft. Im Einzel besiegte er im Finale seinen Landsmann Andrea Cipressa, in der Mannschaftskonkurrenz waren erneut die deutschen Fechter unterlegen. Ein Jahr später bei der Fechtweltmeisterschaft 1986 in Sofia gewann die italienische Mannschaft erneut im Finale über die Deutschen, im Einzel erhielt Numa die Bronzemedaille.
Bei den Olympischen Spielen 1988 wurde Numa im Einzel Sechster. Die italienische Mannschaft verlor im Viertelfinale gegen das deutsche Team und wurde letztlich nur Siebte. Bei der Fechtweltmeisterschaft 1989 in Denver erreichte Numa im Einzelwettbewerb noch einmal den dritten Platz. 1990 gehörte Numa nicht zu der italienischen Weltmeistermannschaft. Bei den Olympischen Spielen 1992 in Barcelona kehrte er noch einmal ins Team zurück. In der Einzelwertung wurde er Zehnter, mit der Mannschaft erreichte er Rang 6.